# Электронная промышленность России
Электронная промышленность России — отрасль промышленности России, развивающая электронную технику.
На 2018 год СМИ, со ссылкой на интервью министра промышленности и торговли Дениса Мантурова, сообщали, что в России производится микроэлектроника «по типоразмеру до 65 нанометров».
На конец 2023 г.  — ведётся строительство 28-нанометровой фабрики; серийное производство микропроцессоров по 28-нм топологии будет освоено российскими предприятиями к 2027 году.

## История
Постсоветское время
В 1990-х годах электронная промышленность находилась в упадке из-за острого финансового и политического кризиса, а также отсутствия заказов на разработку и создание новых изделий. Военные заказы к 2007 году уменьшились в 6—8 раз.
«Стратегия развития электронной промышленности РФ до 2025 г.» (утверждена в августе 2007 года министром промышленности и энергетики РФ Виктором Христенко) — констатируется утрата на 40—50 % технологий производства электронной компонентной базы (ЭКБ), разработанной в СССР 1970—1980-х; наблюдается прогрессирующее технологическое отставание РФ в области твердотельной СВЧ-электроники (снижается конкурентоспособность производимых в РФ вооружений — теперь их приходится на 70 % оснащать импортной электроникой; аналогичные проблемы возникают и в космической отрасли).
К 2007 году доля РФ на мировом рынке ЭКБ составляла всего 0,23 %; на внутреннем рынке ЭКБ промышленность РФ обеспечивает только 37,5 % спроса.
В 2008 году была запущена Федеральная целевая программа «Развитие электронной компонентной базы и радиоэлектроники» на 2008—2015 годы.
В 2013 году в Зеленограде был открыт Центр проектирования, каталогизации и производства фотошаблонов (ЦФШ) для изготовления интегральных схем (ИС), создававшийся в два этапа с 2006 года; центр позволяет проектировать и изготавливать фотошаблоны различных типов и является единственным предприятием по производству фотошаблонов в РФ.
После 2014 года, когда США, ЕС и ряд других западных стран стали вводить против России политически-мотивированные санкции и микроэлектронные компоненты в них были запрещены весьма широко, что создало для России целый ряд неприятных и трудноустранимых технологических проблем (в частности, пострадали космическая отрасль, производство вооружений, атомная промышленность, авиастроение и судостроение, нефтегазовая отрасль).
В 2023 году объем рынка российской радиоэлектронной продукции вырос в 1,6 раза по сравнению с 2020 года и составил 2,63 трлн рублей. По данным замминистра замминистра промышленности и торговли Василия Шпака, за это время количество позиций в перечне российской радиоэлектронной продукции выросло до 18 000 единиц — на 720%. С 2020 по 2024 год в отрасль было вложено 430,4 млрд рублей. С 2025 по 2027 планируется выделить на поддержку данной сферы еще 246,1 млрд..
Экспорт
Экспорт российской радиоэлектроники (включая военную) в 2020 году составил 3,4 млрд долларов (5,3 млрд долл. в 2019).

## История создания ЭВМ
Первый универсальный программируемый компьютер в континентальной Европе был создан командой учёных под руководством С. А. Лебедева из Киевского института электротехники СССР. ЭВМ МЭСМ (Малая электронная счётная машина) заработала в 1950 году. Она содержала около 6000 электровакуумных ламп и потребляла 15 кВт. Машина могла выполнять около 3000 операций в минуту.
Первой советской серийной ЭВМ стала «Стрела», производившаяся с 1953 на Московском заводе счётно-аналитических машин. «Стрела» относится к классу больших универсальных ЭВМ с трёхадресной системой команд. ЭВМ имела быстродействие 2-3 тыс. операций в секунду. В качестве внешней памяти использовались два накопителя на магнитной ленте емкостью 200 тыс. слов, объём оперативной памяти — 2048 ячеек по 43 разряда. Машина состояла из 6200 ламп, 60 000 полупроводниковых диодов и потребляла 150 кВт энергии.
«Сетунь» была первой ЭВМ на основе троичной логики, разработана в 1958 году в Советском Союзе.
Первыми советскими серийными полупроводниковыми ЭВМ стали «Весна» и «Снег», выпускавшиеся с 1964 по 1972 годы. Пиковая производительность ЭВМ «Снег» составила 300 000 операций в секунду. Машины изготавливались на основе транзисторов с тактовой частотой 5 МГц. Всего было выпущено 39 ЭВМ.
Наилучшей советской ЭВМ II поколения считается БЭСМ-6, созданная в 1966 году. В архитектуре БЭСМ-6 впервые был широко использован принцип совмещения выполнения команд (до 14 одноадресных машинных команд могли находиться на разных стадиях выполнения). Механизмы прерывания, защиты памяти и другие новаторские решения позволили использовать БЭСМ-6 в мультипрограммном режиме и режиме разделения времени. ЭВМ имела 128 КБ оперативной памяти на ферритовых сердечниках и внешнюю память на магнитных барабанах и ленте. БЭСМ-6 работала с тактовой частотой 10 МГц и рекордной для того времени производительностью — около 1 млн операций в секунду. Всего было выпущено 355 ЭВМ.
В 1971 году появились первые машины серии ЕС ЭВМ.

#### Для военных систем ПРО и ПВО
Успешные испытания системы А дали значительный импульс развитию вычислительной техники. Начинается разработка ЭВМ для противоракетной обороны Москвы, Бурцев становится заместителем директора ИТМиВТ Лебедева и основным исполнителем по военным заказам. В 1961—1967 годах для системы ПРО А-35 создается серия высокопроизводительных двухпроцессорных ЭВМ 5Э92 (5Э92б — полупроводниковый вариант, 5Э51 — серийная модификация) и вычислительная сеть на их базе, состоящая из 12 машин с полным аппаратным контролем и автоматическим резервированием. Кроме системы ПРО, 5Э51 используется в Центре контроля космического пространства (ЦККП) и многих информационных и научных центрах военного профиля [10]. В 1972 году за эту работу группа учёных во главе с В. С. Бурцевым удоставивается Государственной премии СССР.
С 1968 года Всеволод Бурцев руководит разработкой вычислительных средств для будущего ЗРК С-300. К 1972—1974 годам создана трёхпроцессорная модульная ЭВМ 5Э26 и, позднее, её модификации 5Э261, 5Э262, 5Э265 и 5Э266, которые сменил пятипроцессорный ЦВК 40У6 (1988 год) [11].
В 1970 году, в рамках создания второго поколения ПРО конструктора Г. В. Кисунько, в ИТМиВТ началась разработка перспективного вычислительного комплекса «Эльбрус» с производительностью 100 млн оп./с, главным конструктором проекта становится В. С. Бурцев (в 1973 году он сменяет ушедшего по состоянию здоровья С. А. Лебедева на посту директора ИТМиВТ). Высокую производительность планируется получить, используя большой опыт института в области многопроцессорных параллельных архитектур (ранее это использовалось в основном для достижения высокого уровня надёжности при относительно невысоком качестве комплектующих отечественного минрадиопрома). Первый «Эльбрус-1» (1978 год) из-за устаревшей элементарной базы имел невысокую производительность (15 млн оп./с), более поздняя модификация «Эльбрус-2» (1985 год) в 10-процессорном исполнении достигла 125 млн оп./с[10] и стала первым промышленным компьютером с суперскалярной архитектурой и самым мощным суперкомпьютером СССР, «Эльбрус-2» эксплуатировались в ядерных НИИ ЦУПе и в системе ПРО А-135, за его разработку В. С. Бурцев и ряд других специалистов были удостоены Государственной премии.

#### Работы в области многопроцессорных ЭВМ и суперЭВМ
В рамках дальнейшей модернизации суперЭВМ под руководством Бурцева разрабатывается векторный процессор с быстродействием 200—300 млн оп./с, введение которого в МВК «Эльбрус» могло поднять производительность до 1 млрд оп./с, однако в 1985 году, после 35 лет работы в ИТМиВТ, обстоятельства заставляют его перейти на должность заместителя директора (с 1992 г. — директор) Вычислительного центра коллективного пользования (ВЦКП) АН СССР. На новой должности Бурцев продолжает развивать идеи высокоскоростных параллельных вычислений в рамках проекта «Оптической сверхвысокопроизводительной машины» (ОСВМ) Академии наук 13, разрабатывая структуру суперЭВМ на «не Фон-Неймановском принципе» с эффективным распараллеливанием вычислительного процесса на аппаратном уровне 10.
После распада СССР Российская Академия наук сворачивает работы над суперЭВМ и ВЦКП закрывается.
В 1995 году Бурцев самостоятельно организует Институт высокопроизводительных вычислительных систем (ИВВС), в котором продолжает работу, однако из-за отсутствия интереса к данной теме со стороны Академии наук и отсутствия финансирования практического продолжения направление не получает.
На 2022 год в TOP500 мощнейших суперкомпьютеров мира входят семь российских суперЭВМ — «Яндекса», Сбербанка, МТС и МГУ (у КНР — 173 системы, у США — 127).

## Микроэлектроника

Динамика производства интегральных схем в России в 1997—2009 годах, в млрд штук

В 2008 году темпы роста микроэлектроники в России были около 25 %, а в 2009 году — около 15 %, что превышало темпы роста других отраслей российской промышленности. В феврале 2010 года замминистра промышленности и торговли России Юрий Борисов заявил, что реализация стратегии правительства России в области микроэлектроники сократила технологическое отставание российских производителей от западных до 5 лет (до 2007 года это отставание оценивалось в 20-25 лет).
Российская группа предприятий «Ангстрем» и компания «Микрон» являются одними из крупнейших производителей интегральных схем в Восточной Европе. Около 20 % продукции «Микрона» экспортируется.
В октябре 2009 года была учреждена компания «СИТРОНИКС-Нано» для работы над проектом по созданию в России производства интегральных схем нормы 90 нм (такие чипы можно использовать для выпуска SIM-карт, цифровых телеприставок, приемников ГЛОНАСС и др.). «Ситроникс-нано» достраивает фабрику по выпуску таких микрочипов, начало работы намечено на 2011 г. Стоимость проекта составит 16,5 млрд рублей.
К концу 2010 года в России было начато производство чипов по технологии 90 нм, используемых, в частности, в мобильных телефонах российского производства.
В начале 2010-х годов существовали планы создания единого инновационного Центра для исследований и разработок, аналога «Кремниевой долины» в США, характерной чертой которого станет большая плотность высокотехнологичных компаний.
В 2019 году рынок контрактного производства электроники в России вырос более чем на 25 % и достиг отметки 20 млрд руб.; в 2020 году из-за пандемии коронавируса он, по оценке участников, может сократиться более чем на 30 %.
Новые ограничения, которые были введены в конце июня 2020 года, стали практически полным возвратом к правилам КоКом, пусть и без формального объявления конкретных ограничивающих процедур. 29 июня вступили в силу два новых правила Бюро промышленности и безопасности (англ. Bureau of Industry and Security, BIS) министерства торговли США, которые ещё более ограничивают потенциальный экспорт чувствительных технологий в Россию, Китай, Венесуэлу, Иран и целый ряд других стран (этими новыми правилами США отменили упрощенный режим таможенного оформления микроэлектроники для гражданского пользования, который был введен в действие после ликвидации КоКом и перехода к Вассенаарским соглашениям 1996 года).
В 2020 году правительство России резко, более чем на порядок, увеличило господдержку радиоэлектронной промышленности, в 2021 году финансирование вырастет до 160 млрд рублей.
Заявлено, что для производства современной электронной базы в России нужны огромные инвестиции и много времени и в 2021—2022 гг. на развитие микроэлектроники запланировано потратить более 100 миллиардов рублей
В октябре 2021 года ВЭБ.РФ объявил о запуске производства микросхем с топологией 130—90 нм на заводе «Ангстрем-Т» в Зеленограде, на оборудовании компании AMD; для этого завода ВЭБ.РФ нанял на контракты от 5 до 10 лет специалистов из тайваньской компании UMC.
В конце 2021 года группа компаний «Микрон» сообщила об изготовлении экспериментальной партии «первого полностью отечественного микроконтроллера (МК32 АМУР) на открытой архитектуре RISC-V, который позволит при производстве устройств и приборов снизить зависимость от иностранной компонентной базы и лицензий».
В 2022 году запущена первая в России экспериментальная линия по выпуску кристаллов транзисторов на основе нитрида галлия (АО «Зеленоградский нанотехнологический центр» (ЗНТЦ), резидент ОЭЗ Технополис «Москва»); начало мелкосерийного производства запланировано на 2023 год.
На 2022 год, по данным различных исследований российского рынка вычислительной техники, более 80 % рынка принадлежит иностранным производителям. Российская система высшего образования в год выпускает около 1,5 тыс. специалистов в области микроэлектроники. На развитие электронной промышленности до 2024 года Россия потратит 266 млрд руб. (около 3,5 млрд долл.).
В 2022 году принята обновлённая концепция государственной политики в области развития электронной промышленности до 2030 года, которую подготовило Минпромторг. Там отмечены проблемы в развитии отрасли: нехватка производственных мощностей в России, критическая зависимость процессов проектирования и выпуска продукции от зарубежных технологий (это касается и ПО, и материалов — в частности, особо чистой химии и кремния), трудности с освоением технологических процессов ниже 180 нм, невозможность обеспечить рынок необходимой электроникой, низкую инвестиционную привлекательность, высокую стоимость производства в России и, наконец, острый дефицит кадров. Есть и ссылки на внешние факторы: например, авторы концепции заявили о «недобросовестной конкуренции со стороны зарубежных поставщиков электроники».

С марта 2022 по 1 ноября 2023 крупные российские разработчики и производители электроники имели возможность получить кредит по льготной ставке (1-5%)

### Производство микропроцессоров
Советский набор микросхем МПК КР580 — функциональный аналог набора микросхем Intel 82xx —  использовался во многих отечественных компьютерах, таких, как Радио 86РК, Микроша и т. д. ; также, в советское время он был одним из самых востребованных, из-за его непосредственной простоты и понятности, в учебных целях.
Разработкой микропроцессоров в России занимаются ЗАО «МЦСТ», НИИСИ РАН, АО «НИИЭТ» и ЗАО «ПКК Миландр».
Также разработку специализированных микропроцессоров, ориентированных на создание нейронных систем и цифровую обработку сигналов, ведут НТЦ «Модуль» и ГУП НПЦ «Элвис» (Зеленоград, процессоры «Элвис»). 
Ряд серий микропроцессоров также производит ОАО «Ангстрем».
НИИСИ РАН разрабатывает процессоры серии «Комдив» на основе архитектуры MIPS (техпроцесс — 0,5 мкм, 0,3 мкм; КНИ): КОМДИВ-32, КОМДИВ-64, КОМДИВ64-СМП, арифметический сопроцессор КОМДИВ128.

#### АО «ПКК Миландр»
АО «ПКК Миландр» (Зеленоград) разрабатывает 16-разрядный процессор цифровой обработки сигналов и 2-ядерный процессор: 1967ВЦ1Т — 16-разрядный процессор цифровой обработки сигналов, частота 50 МГц, КМОП 0,35 мкм (2011), 1901ВЦ1Т — 2-ядерный процессор, DSP (100 МГц) и RISC (100 МГц), КМОП 0,18 мкм (2011).
НТЦ «Модуль» разработал и предлагает микропроцессоры семейства NeuroMatrix:
- 1998 год, 1879ВМ1 (NM6403) — высокопроизводительный специализированный микропроцессор цифровой обработки сигналов с векторно-конвейерной VLIW/SIMD архитектурой. Технология изготовления — КМОП 0,5 мкм, частота 40 МГц.
- 2007 год, 1879ВМ2 (NM6404) — модификация 1879ВМ1 с увеличенной до 80 МГц тактовой частотой и 2-Мб ОЗУ, размещённым на кристалле процессора. Технология изготовления — 0,25 мкм КМОП.
- 2009 год, 1879ВМ4 (NM6405) — высокопроизводительный процессор цифровой обработки сигналов с векторно-конвейерной VLIW/SIMD архитектурой на базе запатентованного 64-разрядного процессорного ядра NeuroMatrix. Технология изготовления — 0,25 мкм КМОП, тактовая частота — 150 МГц.
- 2011 год, 1879ВМ5Я (NM6406) — высокопроизводительный процессор цифровой обработки сигналов с векторно-конвейерной VLIW/SIMD архитектурой на базе запатентованного 64-разрядного процессорного ядра NeuroMatrix. Технология изготовления — 90-нм КМОП, тактовая частота — 300 МГц.
- СБИС 1879ВМ3 — программируемый микроконтроллер с ЦАП и АЦП. Частота выборок — до 600 МГц (АЦП) и до 300 МГц (ЦАП). Максимальная тактовая частота — 150 МГц[31].

#### АО НПЦ «ЭЛВИС»
АО НПЦ «ЭЛВИС» (Зеленоград) разрабатывает и производит микропроцессоры серии «Мультикор», отличительной особенностью которых является несимметричная многоядерность. При этом физически в одной микросхеме содержатся одно CPU RISC-ядро с архитектурой MIPS32, выполняющее функции центрального процессора системы, и одно или более ядер специализированного процессора-акселератора для цифровой обработки сигналов с плавающей/фиксированной точкой ELcore-xx (ELcore = Elvees’s core), основанного на «гарвардской» архитектуре. CPU-ядро является ведущим в конфигурации микросхемы и выполняет основную программу. Для CPU-ядра обеспечен доступ к ресурсам DSP-ядра, являющегося ведомым по отношению к CPU-ядру. CPU микросхемы поддерживает ядро ОС Linux 2.6.19 или ОС жесткого реального времени QNX 6.3 (Neutrino).
- 2004: 1892ВМ3Т (MC-12) — однокристальная микропроцессорная система с двумя ядрами. Центральный процессор — MIPS32, сигнальный сопроцессор — SISD ядро ELcore-14. Технология изготовления — КМОП 250 нм, частота 80 МГц. Пиковая производительность 240 MFLOPs (32 бита).
- 2004: 1892ВМ2Я (MC-24) — однокристальная микропроцессорная система с двумя ядрами. Центральный процессор — MIPS32, сигнальный сопроцессор — SIMD ядро ELcore-24. Технология изготовления — КМОП 250 нм, частота 80 МГц. Пиковая производительность 480 MFLOPs (32 бита).
- 2006: 1892ВМ5Я (MC-0226) — однокристальная микропроцессорная система с тремя ядрами. Центральный процессор — MIPS32, 2 сигнальных сопроцессора — MIMD ядро ELcore-26. Технология изготовления — КМОП 250 нм, частота 100 МГц. Пиковая производительность 1200 MFLOPs (32 бита).
- 2008: NVCom-01 («Навиком») — однокристальная микропроцессорная система с тремя ядрами. Центральный процессор — MIPS32, 2 сигнальных сопроцессора — MIMD DSP-кластер DELCore-30 (Dual ELVEES Core). Технология изготовления — КМОП 130 нм, частота 300 МГц. Пиковая производительность — 3600 MFLOPs (32 бита). Разработан в качестве телекоммуникационного микропроцессора, содержит встроенную функцию 48-канальной ГЛОНАСС/GPS-навигации.
- 2012: 1892ВМ7Я (ранее был известен как MC-0428) — однокристальная микропроцессорная гетерогенная система с четырьмя ядрами. Новый центральный процессор — MIPS RISCore32F64 с интегрированным 32-/64-разрядным математическим акселератором и 2*16 Кбайт (16 К — команды и 16 К — данные) кэш памятью первого уровня, 3 сигнальных сопроцессора — модернизированное MIMD-ядро ELcore. Технология изготовления — КМОП 130 нм, частота 300 МГц. Пиковая производительность 9600 MFLOPs (32 бита). Корпус BGA-756.
- 2012: NVCom-02T («Навиком-02Т») — однокристальная микропроцессорная система с тремя гетерогенными ядрами. Ведущий процессор — RISCore32F64, сигнальные сопроцессоры — MIMD DSP-кластер DELCore-30М. Сигнальные сопроцессоры организованы в двухпроцессорный кластер, поддерживающий вычисления с плавающей и фиксированной точкой, и интегрированный с 48-канальным коррелятором для ГЛОНАСС/GPS-навигации. Сигнальные ядра имеют ряд новых возможностей, в том числе аппаратные команды для обработки графики (IEEE-754), аппаратную реализацию кодирования/декодирования по Хаффману; расширены возможности использования внешних прерываний; организован доступ ядер DSP к внешнему адресному пространству, возможно отключение частоты только от CPU. Технология изготовления — КМОП 130 нм, частота 250 МГц. Пиковая производительность — 4,0 GFLOPs (32 бита). Имеет пониженную потребляемую мощность.

В качестве перспективной модели представляется микропроцессор под обозначением «Мультиком-02» (MCom-02), позиционируемый как мультимедийный сетевой многоядерный процессор.
ОАО «Multiclet» разрабатывает и производит на сторонних мощностях микропроцессоры по запатентованной ею мультиклеточной технологии.
- 2012: MCp0411100101 — универсальный микропроцессор, ориентированный на задачи управления и цифровой обработки сигналов. Поддерживает аппаратные операции с плавающей запятой. Технология изготовления — КМОП 180 нм, частота 100 МГц. Пиковая производительность 2,4 GFLOPs (32 бита). Приёмка — ОТК 1, 3 и 5.

ОАО «Ангстрем» производит (не разрабатывает) следующие серии микропроцессоров:
- 1839 — 32-разрядный VAX-11/750-совместимый микропроцессорный комплект из 6 микросхем. Технология изготовления — КМОП, тактовая частота 10 МГц.
- 1836ВМ3 — 16-разрядный LSI-11/23-совместимый микропроцессор. Программно совместим с PDP-11 фирмы DEC. Технология изготовления — КМОП, тактовая частота — 16 МГц.
- 1806ВМ2 — 16-разрядный LSI/2-совместимый микропроцессор. Программно совместим с LCI-11 фирмы DEC. Технология изготовления — КМОП, тактовая частота — 5 МГц.
- Л1876ВМ1 32-разрядный RISC-микропроцессор. Технология изготовления — КМОП, тактовая частота — 25 МГц.

Из собственных разработок «Ангстрема» можно отметить однокристальную 8-разрядную RISC микроЭВМ «Тесей».
МЦСТ
Компанией МЦСТ разработано и внедрено в производство семейство универсальных SPARC-совместимых RISC-микропроцессоров с проектными нормами 90, 130 и 350 нм и частотами от 150 до 1000 МГц (подробнее см. статью о серии — МЦСТ-R и о вычислительных комплексах на их основе «Эльбрус-90микро»).
Также разработан VLIW-процессор «Эльбрус» с оригинальной архитектурой ELBRUS, используется в комплексах «Эльбрус-3М1»). Прошёл государственные испытания и рекомендован к производству новый процессор «Эльбрус-2С+», отличающийся от процессора «Эльбрус» тем, что содержит два ядра на архитектуре VLIW и четыре ядра DSP (Elcore-09). Основные потребители российских микропроцессоров — предприятия ВПК.
История развития процессоров МЦСТ:
- 1998: SPARC-совместимый микропроцессор с технологическими нормами 500 нм и частотой 80 МГц.
- 2001: МЦСТ-R150 — SPARC-совместимый микропроцессор с технологическими нормами 350 нм и тактовой частотой 150 МГц.
- 2003: МЦСТ-R500 — SPARC-совместимый микропроцессор с технологическими нормами 130 нм и тактовой частотой 500 МГц.
- 2004: «Эльбрус 2000» (E2K) — микропроцессор с технологическими нормами 130 нм и тактовой частотой 300 МГц. E2K имеет разработанную российскими учёными вариант архитектуры явного параллелизма, аналог VLIW/EPIC.
- январь 2005: успешно завершены государственные испытания МЦСТ-R500. Этот микропроцессор явился базовым для пяти новых модификаций вычислительного комплекса «Эльбрус-90микро», успешно прошедших типовые испытания в конце 2004 года; на базе МЦСТ-R500 в рамках проекта «Эльбрус-90микро» создан микропроцессорный модуль МВ/C, фактически являющийся одноплатной ЭВМ; на базе ядра МЦСТ-R500 начата разработка двухпроцессорной системы на кристалле (СНК) МЦСТ-R500S. На кристалле будут также размещены все контроллеры, обеспечивающие её функционирование как самостоятельной ЭВМ. На базе СНК планируется создание семейств новых малогабаритных носимых вычислительных устройств — ноутбуков, наладонников, GPS-привязчиков и т. п.
- май 2005 года — получены первые образцы микропроцессора Эльбрус 2000.

Правительство планирует в 2022 году оснастить российские вузы компьютерами с отечественными процессорами «Эльбрус» и «Байкал».

## Производствонакопителей
Диски SSD:
- GS Nanotech (г. Гусев; входит в GS Group)[35]
- Fastwel (г. Москва)[36]
- ИМОТЭК (г. Санкт-Петербург)[37]
- НПП "Цифровые решения" (г. Москва)[38]
- ГК "Снабжение" (г. Санкт-Петербург)[39]
- mSTORE (п. Невское)[40]
- НПК "Атри" (г. Санкт-Петербург)[41]
- Kraftway (г. Обнинск)[42]

Собственные контроллеры SSD-дисков есть у компаний Kraftway и НПП "Цифровые решения".

## Производство светодиодов
На протяжении некоторого времени крупнейшим сборщиком светодиодов в России и Восточной Европе являлась компания «Оптоган», созданная при поддержке ГК «Роснано». Производственные мощности компании расположены в Санкт-Петербурге. «Оптоган» занимается как производством светодиодов из иностранных компонентов, так и чипов и матриц, а также участвует во внедрении светодиодов для общего освещения;
но производственные мощности были заморожены в конце 2012 года.
Крупным предприятием по производству светодиодов и устройств на их основе также можно назвать завод Samsung Electronics в Калужской области.
В мае 2011 года госхолдинг «Росэлектроника» объявил о планах создать в особой экономической зоне в Томской области завод полного цикла (кластер) по производству светодиодных светильников на базе научно-исследовательского института полупроводниковых приборов (НИИПП). 
В 2014 году шло проектирование корпуса светодиодного кластера, в этом же году было намерение закупить оборудование, в 2015 — строить корпус (ранее ввод завода в строй ожидался в 2013 году), однако в связи с кризисом 2015 года планы не реализовались.
Летом 2021 года холдинг GS Group запустил в городе Гусеве Калининградской области крупносерийное производство светодиодов. Мощность завода составляет 145 млн светодиодов в год, с возможностью расширения к 2022 году до 400 млн штук ежегодно.

## Предприятия
Холдинг «Росэлектроника» консолидирует большинство крупных российских предприятий и научно-исследовательских институтов в области электронной промышленности. Холдинг основан в 1997 году, на момент создания в него входило 33 предприятия электронной промышленности. В настоящее время в состав холдинга входит 123 предприятия, которые специализируются на разработке и производстве изделий электронной техники, электронных материалов и оборудования для их изготовления, полупроводниковых приборов и технических средств связи. В частности, в состав холдинга входят такие предприятия, как «Ангстрем», «Элма», «Светлана», завод «Метеор», АО «Московский электроламповый завод», НИИ газоразрядных приборов «Плазма», НПП «Исток», НПП «Пульсар», АО «НИИЭТ» и др.
Крупнейшие российские производители печатных плат: «Технотех» (Йошкар-Ола); «Резонит» (Зеленоград-Клин); «ЭЛЕКТРОконнект» (Новосибирск).

## Производство оборудования
На ноябрь 2021 года в России отсутствовали предприятия и промышленные производства производящие оборудование для производства микроэлектроники, практически всё оборудование являлось иностранным. 
К примеру, фотолитографы, используемые в производстве микросхем, в России не производятся и не производились никогда ранее; в период СССР такое оборудование производилось лишь на территории нынешней Белоруссии.
Подобные производства, способные выпускать такое оборудование, доступны лишь небольшому числу стран и для их создания требуют серьёзных долгосрочных образовательных (интеллектуальных) и финансовых вложений, а также финансовой и политической стабильности. В других странах таковое производство часто создавалась частным бизнесом (крупными корпорациями) и в большинстве случаев не субсидировалось как-либо государствами (за исключением снабжения ВПК в порядке госзаказов).
Согласно мнению директора Зеленоградского Нанотехнологического центра (ЗНТЦ), в России за две десятилетия почти по всем направлениям были полностью утрачены компетенции по созданию средств производства для микроэлектроники.
По данным на III квартал 2023 года, объём сегмента системных блоков в составил около 770 тыс. шт. — рост к Q3`22 на 28 %, в сегменте AIO продано всего 62 тыс (рост +48 %), ноутбуков — также 770 тысяч устройств, рост 42 % по сравнению с тем же периодом 2022 года. В сегменте системных блоков доля иностранных производителей сократилась до 6 %, а российских — увеличилась до 24 %. Продажи моноблоков российского производства выросли на 72 %.

## Зависимость от импорта и импортозамещение
Зависимость от внешних поставок оборудования для производства микроэлектроники влияет на возможности производства полупроводников в России. Многие расходные химические материалы (фоторезисты, девелоперы и т. д.) и сырьё, используемые в цепочке производства, производятся в основном в западных странах, которые способны ограничить экспорт как материалов, так и оборудования.
Санкции западных стран:
санкционные риски также делают привлечение иностранных компаний невозможным, что в целом сказывается на уровне развития электронной промышленности России.
Импортозамещение: 
см. Импортозамещение в России.